# American Crime
American Crime es una serie de televisión estadounidense transmitida por ABC desde 5 de marzo de 2015. En España fue emitida en Movistar+ y en Netflix.
La serie fue creada por John Ridley, y es protagonizada por Felicity Huffman y Timothy Hutton. La producción se centra en temas como la raza, clases sociales y política. Así, en su primera temporada se basó en un asesinato cargado de racismo y el juicio subsiguiente. La serie fue renovada para una segunda temporada el 7 de mayo de 2015, que se estrenó en la temporada 2015-16 y por una tercera el 12 de mayo de 2016.

## Argumento
La primera temporada se lleva a cabo en Modesto, California, donde un veterano de guerra se convierte en la víctima de una invasión a casa salió mal y las vidas de cuatro personas se cambian para siempre después de que cada uno está conectado con el crimen.
La segunda temporada se lleva a cabo en Indianápolis, Indiana, donde los capitanes del equipo de baloncesto del campeonato de una escuela privada son acusados de agredir sexualmente a un compañero de clase y publicar fotografías del incidente en línea.
La tercera temporada se lleva a cabo en el condado de Alamance, Carolina del Norte, donde cinco personas luchan por sobrevivir en un lugar donde el sueño americano viene con un precio.

## Elenco

### Primera temporada

#### Elenco principal
- Felicity Huffman como Barbara "Barb" Hanlon.
- Timothy Hutton como Russ Skokie.
- W. Earl Brown como Thomas "Tom" Carlin.
- Richard Cabral como Hector Tontz.
- Caitlin Gerard como Aubry Taylor
- Benito Martinez como Alonzo Gutiérrez.
- Penelope Ann Miller como Eve Carlin.
- Elvis Nolasco como Carter Nix.
- Johnny Ortiz como Anthony "Tony" Gutiérrez.

#### Elenco recurrente
- Regina King como Aliyah Shadeed.
- Gleendylis Inoa como Jennifer "Jenny" Gutiérrez.
- Lili Taylor como Nancy Straumberg.
- Kira Pozehl como Gwendolyn "Gwen" Skokie.
- Grant Merritt como Matt Skokie.
- Bob Hess como Michael Taylor.
- Joe Nemmers como fiscal de distrito adjunto Rick Soderbergh.
- Brent Anderson como detective Chuck Palmer.
- Todd Terry como Jackson.

### Segunda temporada

#### Principal
- Felicity Huffman[7] como Leslie Graham.
- Timothy Hutton[7] como Dan Sullivan.
- Regina King[8] como Terri LaCroix.
- Elvis Nolasc[9] como Chris Dixon
- Richard Cabral[9] como Sebastian de la Torre.
- Lili Taylor[10] como Anne Blaine
- Connor Jessup como Taylor Blaine.
- Joey Pollari como Eric Tanner.
- Trevor Jackson como Kevin LaCroix.
- Angelique Rivera como Evy.
- André Benjamin como Michael LaCroix.

## Episodios
| N.º | Título            | Dirigido por      | Escrito por         | Fecha de emisión original | Audiencia (millones) |
| --- | ----------------- | ----------------- | ------------------- | ------------------------- | -------------------- |
| 1   | «Episodio uno»    | John Ridley       | John Ridley         | 5 de marzo de 2015        | 8.37                 |
| 2   | «Episodio dos»    | John Ridley       | John Ridley         | 12 de marzo de 2015       | 5.76                 |
| 3   | «Episodio tres»   | Gloria Muzio      | John Ridley         | 19 de marzo de 2015       | 5.54                 |
| 4   | «Episodio cuatro» | Joshua Marston    | Diana Son           | 26 de marzo de 2015       | 5.56                 |
| 5   | «Episodio cinco»  | Hanelle Culpepper | Ernie Pandish       | 2 de abril de 2015        | 4.69                 |
| 6   | «Episodio seis»   | Nicole Kassell    | Davi Perez          | 9 de abril de 2015        | 4.40                 |
| 7   | «Episodio siete»  | Sam Miller        | Stacy A. Littlejohn | 16 de abril de 2015       | 4.38                 |
| 8   | «Episodio ocho»   | Rachel Morrison   | Julie Hébert        | 23 de abril de 2015       | 4.05                 |
| 9   | «Episodio nueve»  | Jessica Yu        | Keith Huff          | 30 de abril de 2015       | 3.63                 |
| 10  | «Episodio diez»   | Millicent Shelton | Sonay Hoffman       | 7 de mayo de 2015         | 4.17                 |
| 11  | «Episodio once»   | John Ridley       | John Ridley         | 14 de mayo de 2015        | 4.21                 |